# Thomas Blaschek
Thomas Blaschek (Gera, RDA, 5 de abril de 1981) es un deportista alemán que compitió en atletismo y bobsleigh.
Ganó una medalla de plata en el Campeonato Europeo de Atletismo de 2006, en los 110 m vallas. También obtuvo dos medallas de bronce en el Campeonato Europeo de Bobsleigh, en los años 2012 y 2013.

## Palmarés internacional
| Campeonato Europeo | Campeonato Europeo  | Campeonato Europeo | Campeonato Europeo |
| Año                | Lugar               | Medalla            | Prueba             |
| ------------------ | ------------------- | ------------------ | ------------------ |
| 2006               | Gotemburgo (Suecia) | Medalla de plata   | 110 m vallas       |

| Campeonato Europeo | Campeonato Europeo   | Campeonato Europeo | Campeonato Europeo |
| Año                | Lugar                | Medalla            | Prueba             |
| ------------------ | -------------------- | ------------------ | ------------------ |
| 2012               | Altenberg (Alemania) | Medalla de bronce  | Cuádruple          |
| 2013               | Igls (Austria)       | Medalla de bronce  | Cuádruple          |